# Antha pretiosa
Antha pretiosa là một loài bướm đêm trong họ Noctuidae.